# Euphorbia invaginata
Euphorbia invaginata är en törelväxtart som beskrevs av Léon Camille Marius Croizat. Euphorbia invaginata ingår i släktet törlar, och familjen törelväxter.
Artens utbredningsområde är Paraguay. Inga underarter finns listade i Catalogue of Life.